# De Inventione
De Inventione é um manual para oradores que Cícero escreveu quando ainda era jovem. Quintiliano nos informa que Cícero considerava a obra obsoleta diante de seus escritos posteriores. Originalmente composta por quatro livros, apenas dois sobreviveram até os tempos modernos. A obra também é creditada como o primeiro registro do uso do termo "artes liberais" ou artes liberales, embora não esteja claro se foi Cícero quem cunhou o termo. O texto também define o conceito de dignitas: dignitas est alicuius honesta et cultu et honore et verecundia digna auctoritas (Dignidade é prestígio honroso. Ela merece respeito, honra e reverência.).
A pedido de Guilherme de Santo Estêvão, De Inventione foi traduzida para o francês antigo por João de Antioquia em 1282.

## Os Cinco Cânones da Retórica de Cícero
Em sua obra De Inventione, Cícero explicou os cinco cânones ou princípios da retórica. Esses cânones aplicam-se à retórica e à oratória pública. Os cinco cânones são: invenção, disposição, estilo, memória e pronunciação.